# 杏花村街道 (池州市)
杏花村街道，是中华人民共和国安徽省池州市贵池区下辖的一个乡镇级行政单位。

## 行政区划
杏花村街道下辖以下地区：
秋江社区、清风社区、杏花村社区、池口社区、城西社区、十里社区、孔井社区和长岗社区。